# Sistema de energía de emergencia

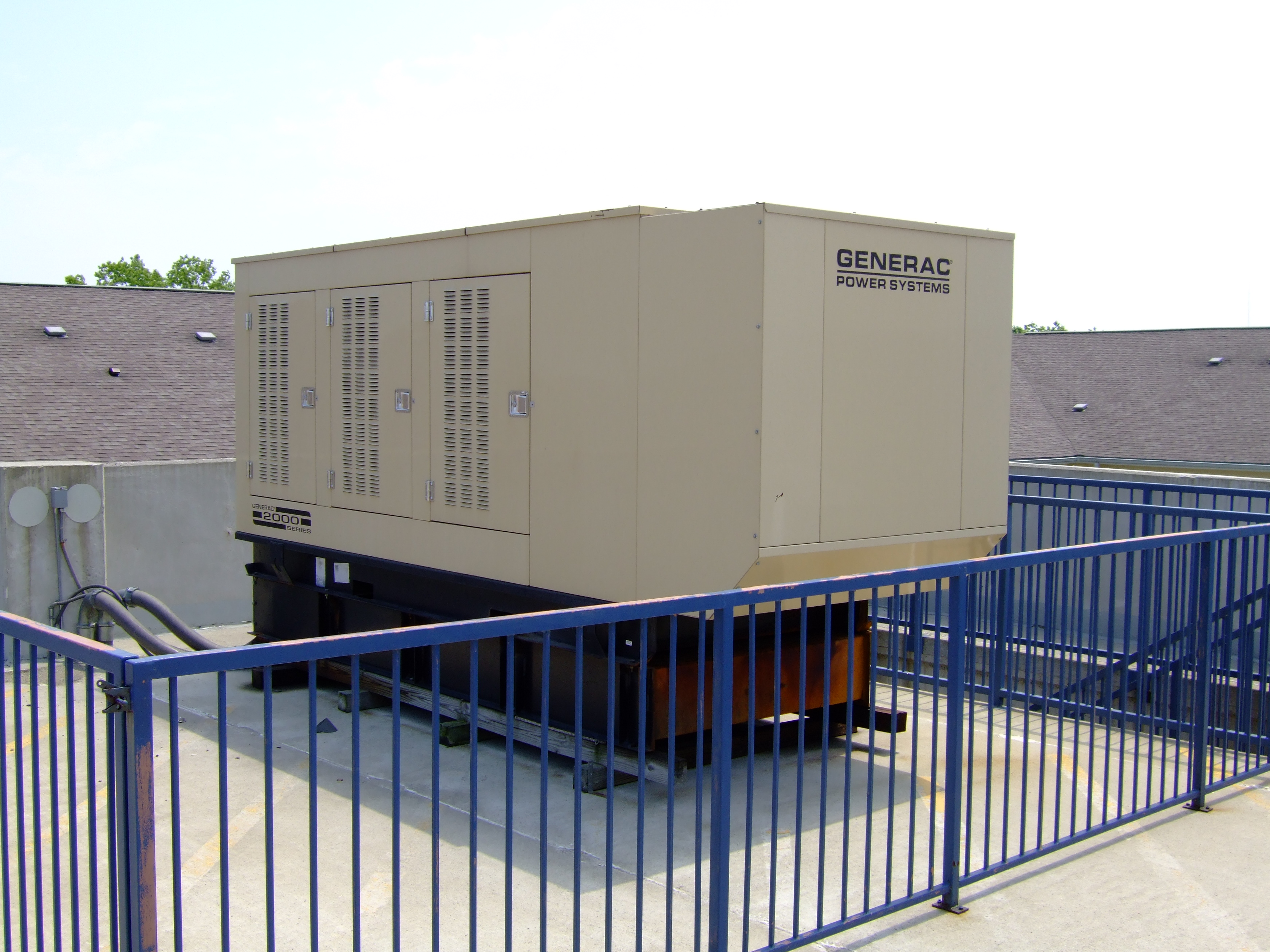
Un generador de respaldo para un gran edificio de apartamentos.

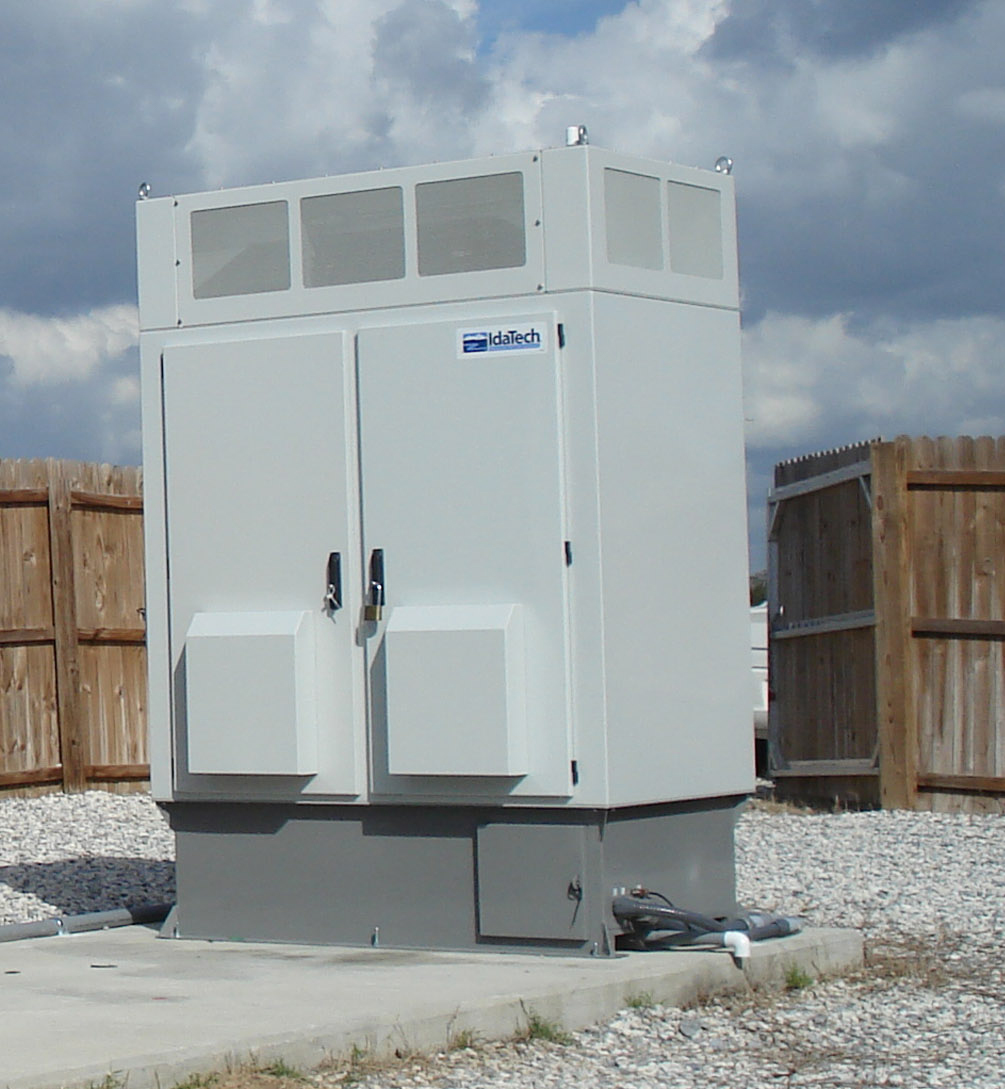
Una celda de combustible de energía de respaldo para aplicaciones de telecomunicaciones

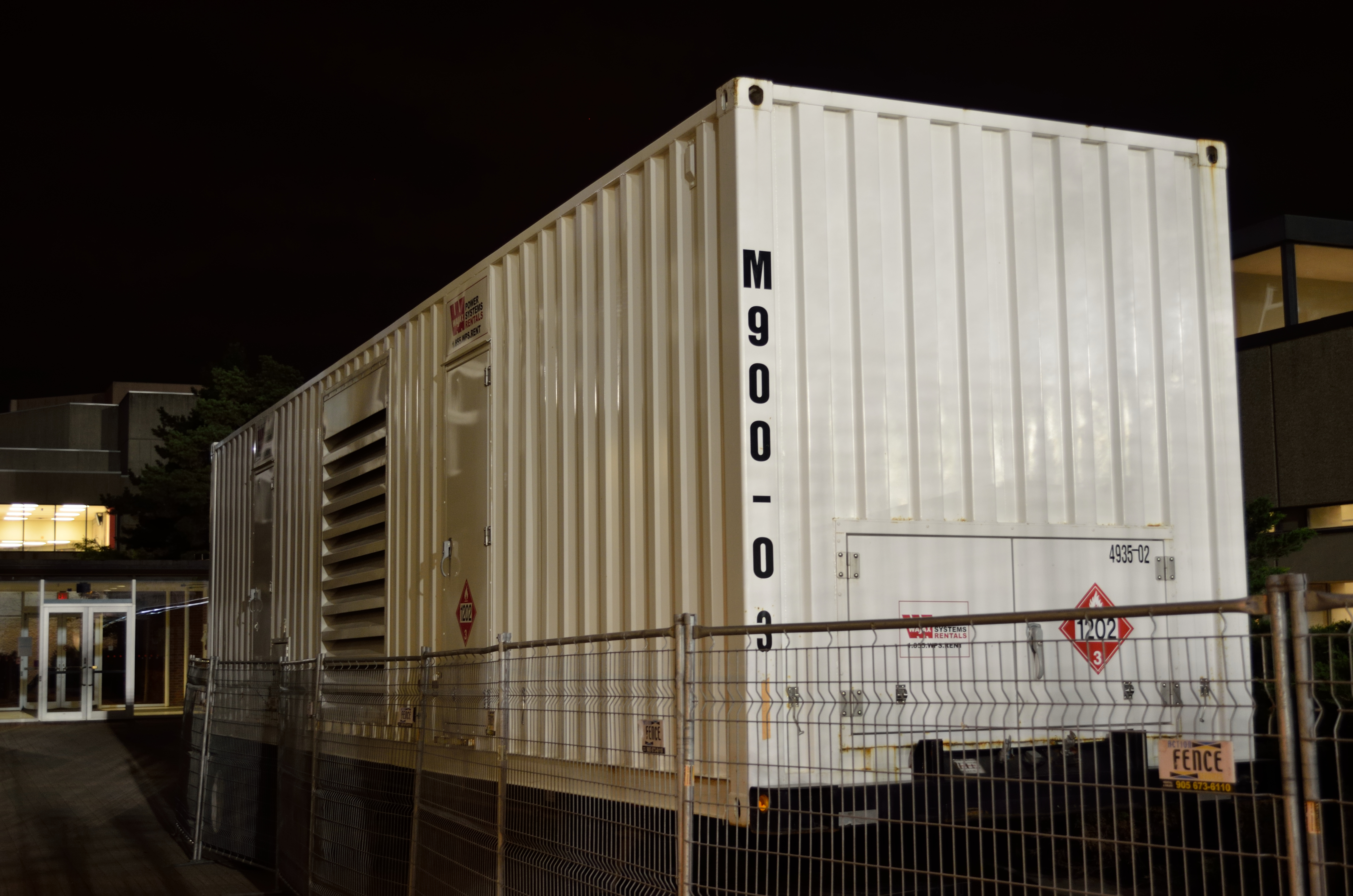
Un generador de energía de emergencia portátil en un contenedor de transporte

Un sistema de energía de emergencia es una fuente independiente de energía eléctrica que respalda importantes sistemas eléctricos en caso de pérdida del suministro de energía normal. Un sistema de energía de reserva puede incluir un generador de reserva, baterías y otros aparatos. Los sistemas de energía de emergencia se instalan para proteger la vida y la propiedad de las consecuencias de la pérdida del suministro de energía eléctrica principal. Es un tipo de sistema de energía continua.
Encuentran usos en una amplia variedad de entornos, desde hogares hasta hospitales, laboratorios científicos, centros de datos, equipos de telecomunicaciones y barcos. Los sistemas de energía de emergencia pueden depender de generadores, baterías de ciclo profundo, almacenamiento de energía de volante o celdas de combustible.

## Historia
Los sistemas de energía de emergencia se utilizaron ya en la Segunda Guerra Mundial en los buques de guerra. En combate, un barco puede perder el funcionamiento de sus calderas, que alimentan las turbinas de vapor del generador del barco. En tal caso, se utilizan uno o más motores diésel para impulsar los generadores de respaldo. Los primeros interruptores de transferencia dependían de la operación manual; dos interruptores se colocarían horizontalmente, en línea y en la posición de "encendido" uno frente al otro, con una varilla colocada en el medio. Para operar el interruptor, una fuente debe estar apagada, la varilla movida al otro lado y la otra fuente encendida.

## Operación en edificios

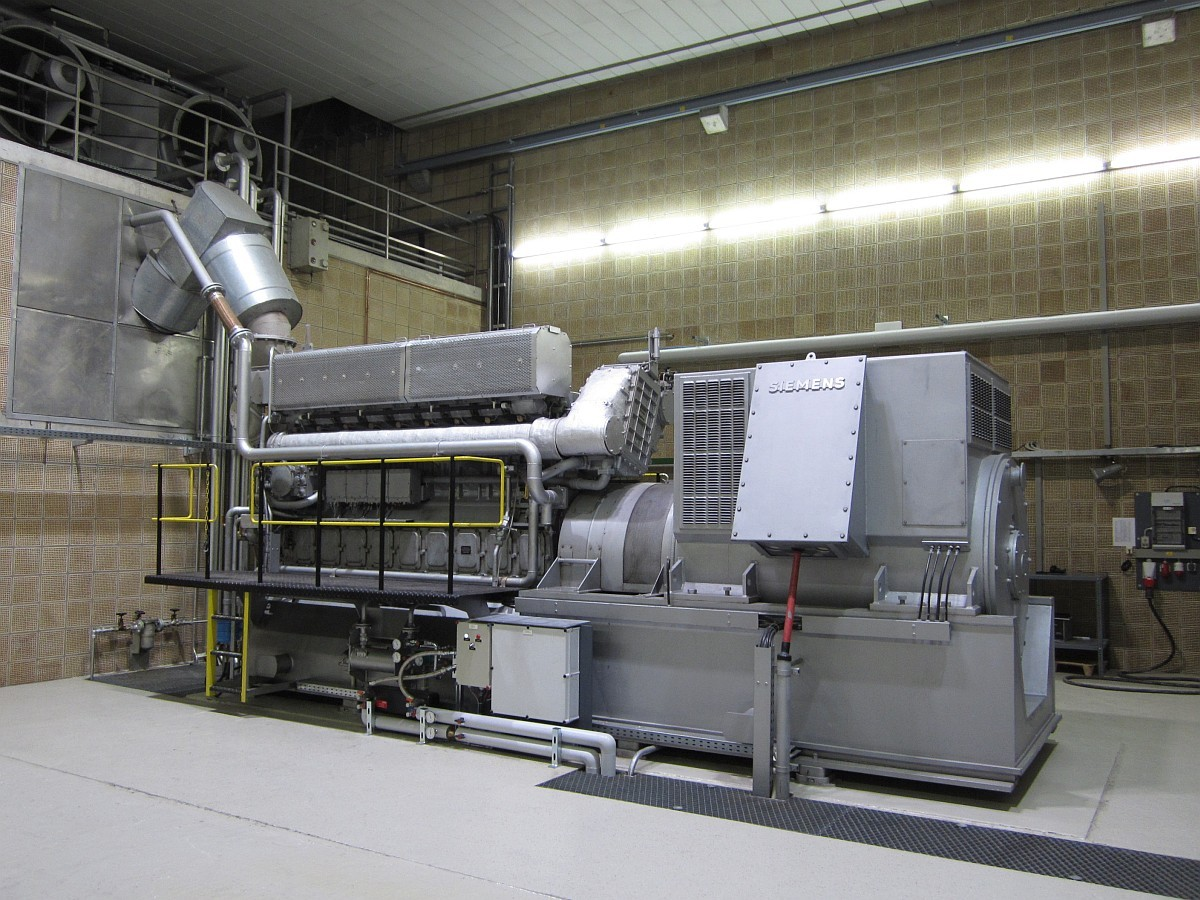
Generador eléctrico de energía de emergencia en una planta de potabilización de agua, accionado por un motor diésel de propulsión marina

La red eléctrica puede perderse debido a líneas caídas, mal funcionamiento en una subestación, inclemencias del tiempo, apagones planificados o, en casos extremos, una falla en toda la red. En los edificios modernos, la mayoría de los sistemas de energía de emergencia se han basado y aún se basan en generadores eléctricos. Por lo general, estos generadores funcionan con motores diésel, aunque los edificios más pequeños pueden usar un generador con motor de gasolina.
Algunos edificios más grandes tienen turbinas de gas, pero pueden tardar de 5 a 30 minutos en producir energía.
Últimamente se está haciendo un mayor uso de las baterías de ciclo profundo y de otras tecnologías como el almacenamiento de energía con volante de inercia o las pilas de combustible. Estos últimos sistemas no producen gases contaminantes, por lo que la colocación se puede realizar dentro del edificio. Además, como segunda ventaja, no requieren la construcción de un cobertizo separado para el almacenamiento de combustible.
Con generadores regulares, se usa un interruptor de transferencia automática para conectar la energía de emergencia. Un lado está conectado tanto a la alimentación de energía normal como a la alimentación de energía de emergencia; y el otro lado está conectado a la carga designada como emergencia. Si no entra electricidad en el lado normal, el interruptor de transferencia usa un solenoide para lanzar un interruptor de tres polos y doble tiro. Esto cambia la alimentación de energía normal a energía de emergencia. La pérdida de energía normal también activa un sistema de arranque operado por batería para encender el generador, similar a usar una batería de automóvil para encender un motor. Una vez que se cambia el interruptor de transferencia y se enciende el generador, la energía de emergencia del edificio vuelve a encenderse (luego de apagarse cuando se pierde la energía normal).
A diferencia de luces de emergencia, la iluminación de emergencia no es un tipo de dispositivo de iluminación; es un patrón de las luces normales del edificio que proporciona un camino de luces para permitir una salida segura, o ilumina áreas de servicio como cuartos mecánicos y cuartos eléctricos. Las señales de salida, los sistemas de alarma contra incendios (que no funcionan con baterías de respaldo) y las bombas de motor eléctrico para los rociadores contra incendios casi siempre funcionan con energía de emergencia. Otros equipos con energía de emergencia pueden incluir amortiguadores de aislamiento de humo, ventiladores de evacuación de humo, elevadores, puertas para discapacitados y tomacorrientes en áreas de servicio. Los hospitales utilizan tomas de corriente de emergencia para alimentar los sistemas de soporte vital y los equipos de monitoreo. Algunos edificios incluso pueden usar energía de emergencia como parte de las operaciones normales, como un teatro que la usa para encender equipos de espectáculos de acuerdo con el principio de "el espectáculo debe continuar ".

## Operación en aviación

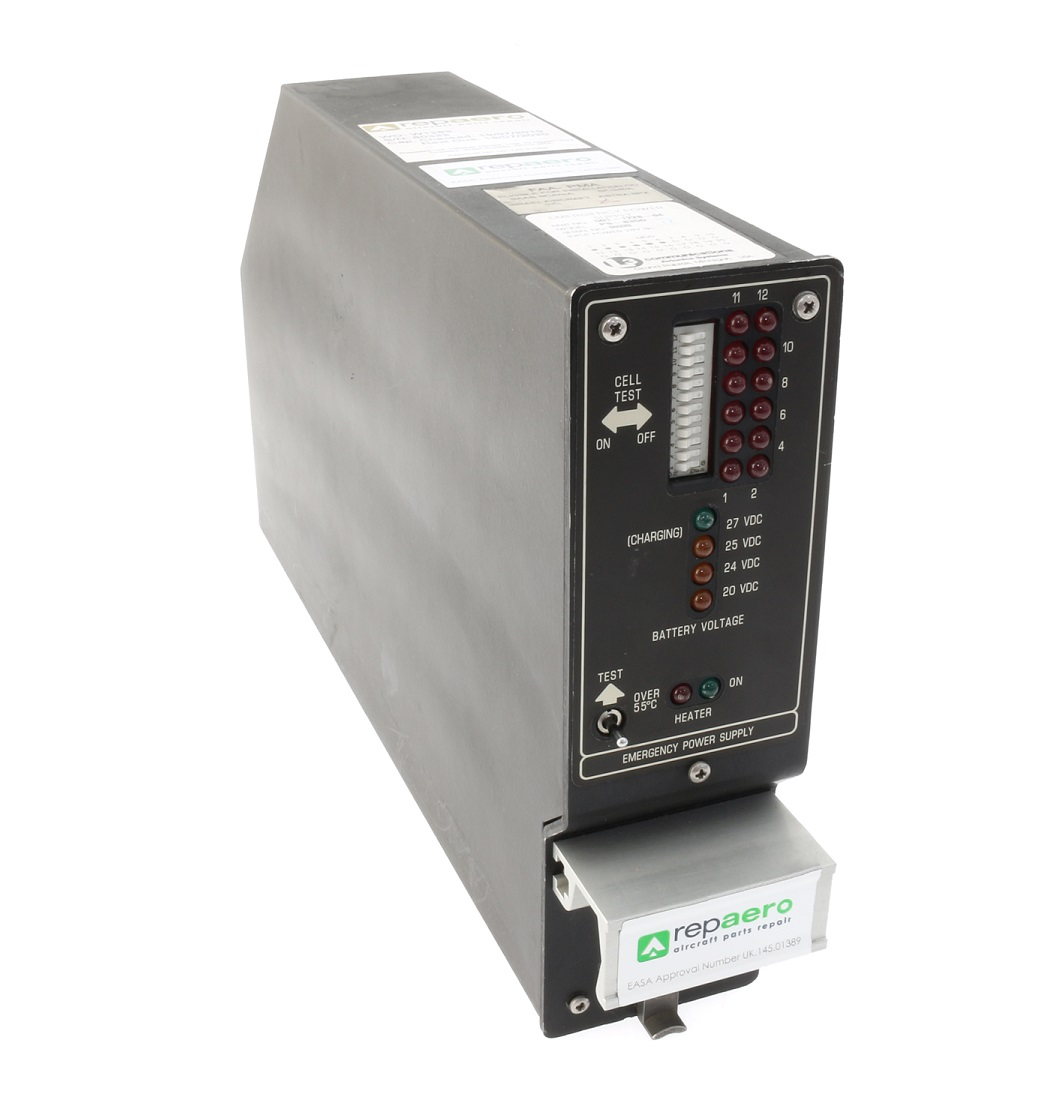
Una vista de una fuente de alimentación de emergencia Aviation 501-1228-04 de Repaero

El uso de sistemas de energía de emergencia en la aviación puede ser en la aeronave o en tierra.
En aeronaves comerciales y militares, es fundamental mantener la energía en los sistemas esenciales durante una emergencia. Esto se puede hacer a través de turbinas de aire Ram o suministros de energía de emergencia de batería que permiten a los pilotos mantener contacto por radio y continuar navegando usando MFD, GPS, receptor VOR o giroscopio direccional durante más de una hora.
El localizador, la senda de planeo y otras ayudas de aterrizaje por instrumentos (como los transmisores de microondas) consumen mucha energía y son de misión crítica, y no pueden operarse de manera confiable con una batería, incluso por períodos cortos. Por lo tanto, cuando se requiere confiabilidad absoluta (como cuando las operaciones de Categoría 3 están vigentes en el aeropuerto), es habitual hacer funcionar el sistema desde un generador diesel con cambio automático a la red eléctrica en caso de que falle el generador. Esto evita cualquier interrupción de la transmisión mientras un generador alcanza la velocidad de funcionamiento y se opone a la visión típica de los sistemas de energía de emergencia, donde los generadores de respaldo se consideran secundarios al suministro eléctrico principal.

## Protección de dispositivos electrónicos
Las computadoras, las redes de comunicación y otros dispositivos electrónicos modernos no solo necesitan energía, sino también un flujo constante de la misma para seguir funcionando. Si el voltaje de la fuente cae significativamente o se cae por completo, estos dispositivos fallarán, incluso si la pérdida de energía es solo por una fracción de segundo. Debido a esto, incluso un generador de respaldo no brinda protección debido al tiempo de arranque involucrado.
Para lograr una protección contra pérdidas más completa, se utilizan equipos adicionales como protectores contra sobretensiones, inversores o, a veces, una fuente de alimentación ininterrumpida (UPS) completa. Los sistemas UPS pueden ser locales (para un dispositivo o una toma de corriente) o pueden extenderse a todo el edificio. Un UPS local es una pequeña caja que cabe debajo de un escritorio o un rack de telecomunicaciones y alimenta una pequeña cantidad de dispositivos. Un UPS para todo el edificio puede adoptar varias formas diferentes, según la aplicación. Alimenta directamente un sistema de salidas designadas como alimentación UPS y puede alimentar una gran cantidad de dispositivos.
Dado que las centrales telefónicas usan CC, la sala de baterías del edificio generalmente está cableada directamente al equipo consumidor y flota continuamente en la salida de los rectificadores que normalmente suministran CC rectificada desde la energía de la red pública. Cuando falla la energía de la red pública, la batería lleva la carga sin necesidad de cambiar. Con este sistema simple aunque algo costoso, algunos intercambios nunca han perdido energía por un momento desde la década de 1920.

## Estructura y funcionamiento en estaciones de servicio
En los últimos años, las unidades grandes de una central eléctrica de servicios públicos generalmente se diseñan sobre la base de un sistema de unidades en el que los dispositivos necesarios, incluida la caldera, la unidad del generador de turbina y su transformador de potencia (elevador) y unidad (auxiliar) están sólidamente conectados como una unidad. Una configuración menos común consta de dos unidades agrupadas con una estación auxiliar en común. Como cada unidad de turbina generador tiene su propio transformador auxiliar de unidad adjunto, se conecta al circuito automáticamente. Para el arranque de la unidad, los auxiliares son alimentados por otro transformador de unidad (auxiliar) o transformador auxiliar de estación. El período de cambio del primer transformador de la unidad a la siguiente unidad está diseñado para una operación automática e instantánea en momentos en que el sistema de energía de emergencia necesita activarse. Es imperativo que la energía a los auxiliares de la unidad no falle durante el cierre de una estación (un evento conocido como apagón cuando todas las unidades regulares fallan temporalmente). En cambio, durante los cierres, se espera que la red permanezca operativa. Cuando ocurren problemas, generalmente se deben a relés de potencia inversa y relés operados por frecuencia en las líneas de la red debido a graves perturbaciones en la red. En estas circunstancias, el suministro de la estación de emergencia debe activarse para evitar daños a los equipos y situaciones peligrosas, como la liberación de gas hidrógeno de los generadores al entorno local.

## Control del sistema de energía de emergencia
Para un sistema de suministro de emergencia de 208 VAC, se utiliza un sistema de batería central con controles automáticos, ubicado en el edificio de la central eléctrica, para evitar largos cables de suministro eléctrico. Este sistema de batería central consta de unidades de celdas de batería de plomo-ácido para formar un sistema de 12 o 24 V CC, así como celdas de reserva, cada una con su propia unidad de carga de batería. También se necesita una unidad de detección de voltaje capaz de recibir 208 VCA y un sistema automático que pueda enviar una señal y activar el circuito de suministro de emergencia en caso de falla del suministro de la estación de 208 VCA.